# Science, not Fiction
Science, not Fiction è il decimo album della band inglese heavy metal Orange Goblin rilasciato il 19 luglio 2024 dall'etichetta Peaceville Records.
Si tratta del primo album registrato senza il bassista originale Martyn Millard, che ha lasciato la band del 2021.

## Tracce
1. The Fire At The Centre Of The Earth Is Mine – 5:19
2. (Not) Rocket Science – 4:21
3. Ascend the Negative – 5:23
4. False Hope Diet – 6:57
5. Cemetary Rats – 5:57
6. The Fury of a Patient Man – 3:01
7. Gemini (Twins of Evil) – 5:05
8. The Justice Knife – 4:58
9. End of Transmission – 5:51

## Formazione
- Ben Ward – voce
- Joe Hoare – chitarra / tastiere
- Harry Armstrong - basso
- Christopher Turner – batteria